# 一剪梅 (曲)

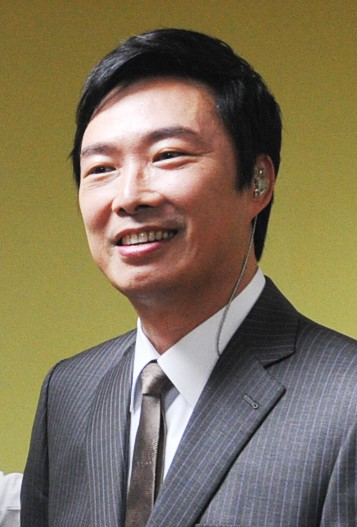
費玉清（2012年）

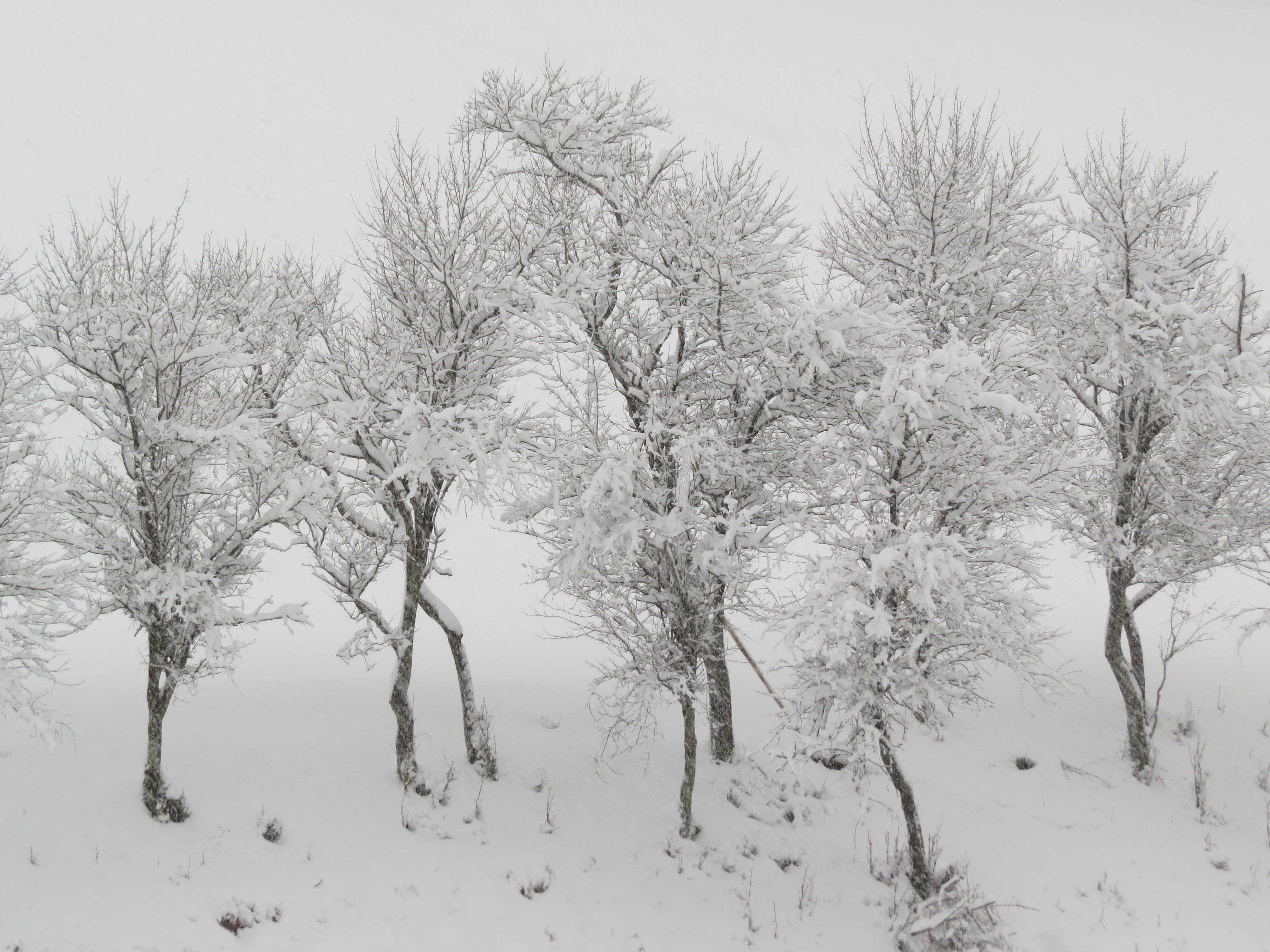
雪の中の梅の木

一剪梅（いちせんばい）は、台湾の歌手・費玉清のマンドポップの楽曲である。1983年のアルバム『長江水』 (Water of the Yangtze River) に収録されたのが初出で、2010年のアルバム『天之大』 (Boundless Love) に別バージョンが収録された。
この曲は、冬の梅の木を「苦難を乗り越えて貫く愛」の例えとして歌ったラブソングであり、費玉清の代表曲とみなされている。1980年代から中華圏で人気があり、不朽の名曲とされている。1984年に台湾の中国電視公司 (CTV) 制作のテレビドラマ『一剪梅』の主題歌に採用された。
2020年初頭、この曲の一部を歌う男性の自分撮り動画がインターネットで流行してインターネット・ミームとなり、様々なパロディ動画が制作された。

## 背景
この楽曲は1983年のアルバム『長江水』で初めて発表された。元々は台湾のテレビドラマ『辺城夢回』の主題歌として企画された。このドラマは放送されなかったが、翌1984年のテレビドラマ『一剪梅』の主題歌に採用され、台湾の人々の間に広く知られるようになった。
このドラマは1988年に中国中央電視台 (CCTV) で放送され、中国本土でもこの楽曲と費玉清が人気となった。中国本土で2009年にドラマ『一剪梅』のリメイク版『新一剪梅』が霍建華主演で制作され、こちらでもこの楽曲が主題歌となった。
2019年、北京で活動する台湾出身の歌手・陳彼得（ピーター・チェン）がCCTVの中秋節の音楽番組でこの曲を歌った。同年、引退を発表していた費玉清は、11月7日に台北アリーナで開かれた最後の公演でこの曲を歌った。

## インターネットミーム化
2020年1月、北京を中心に活動する俳優・映画監督の張愛欽が、大雪に覆われた公園を一人で歩きながら、この曲の一節を音程を外しながら歌う姿を自撮りしたショート動画を動画共有サイト「快手」 (Kuaishou) に投稿した。張愛欽は特徴的な卵型の禿頭であることから、"Eggman"（卵男）や"Duck Egg"（アヒルの卵）というあだ名で呼ばれている。張愛欽の快手での利用者名は「蛋哥」（卵兄さん）である。
同年5月、この動画がTikTokにアップロードされ、世界的な人気となった。これにより、『一剪梅』はノルウェー、スウェーデン、フィンランド、ニュージーランドなどでSpotify Viral 50チャートにランクインした。
『一剪梅』は、張愛欽の動画で歌われていた部分の歌詞のピンイン表記で"Xue hua piao piao bei feng xiao xiao"とも呼ばれるようになり、YouTube Musicなどの音楽ストリーミングサービスにおける『一剪梅』のタイトル表記は、歌詞の一部を含む"Yi Jian Mei (Xue hua piao piao bei feng xiao xiao)" に変更された。
その数か月前の2020年1月に引退していた費玉清は、この曲が突然世界的に人気になったことについて「光栄に思う」と述べたが、これで歌手として復帰するつもりはないとも強調した。